# Saint-Martial, Gard
Saint-Martial là một xã ở tỉnh Gard. Xã này có diện tích 17,16 km², dân số năm 1999 là 156 người. Khu vực này có độ cao trung bình 462 mét trên mực nước biển.